# Isoda Koryūsai

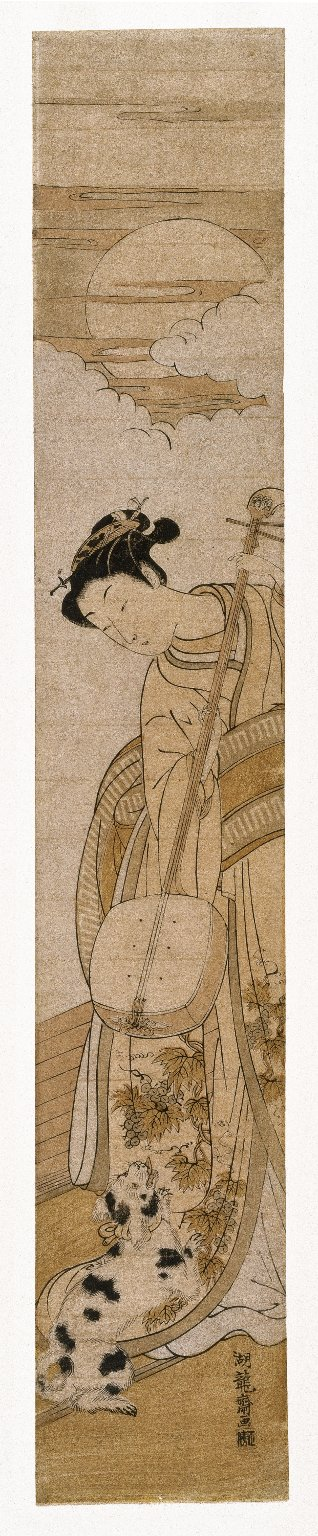
Pfostenbild

Isoda Koryūsai (japanisch 磯田 湖龍斎, eigentlich Isoda Masakatsu (磯田 政勝); Lebensdaten unbekannt) war ein japanischer Maler im Ukiyoe-Stil, der von circa 1772 bis 1789 aktiv war.

## Leben und Werk
Isoda war ein Ukiyoe-Künstler der mittleren Edo-Zeit, der in den 1770er Jahren aktiv war und eine Reihe von Drucken schöner Frauen (Bijinga) gestaltet hat. Er war Samurai des Tsuchiya-Han, verzichtete aber auf diese Stellung, um Ukiyoe-Künstler zu werden. Es heißt, er sei der Schüler von Nishimura Shigenaga (西村 重長; circa 1697–1756) oder eines Freundes von Suzuki Harunobu gewesen. Er arbeitete, als Harunobu auf der Höhe seines Ruhmes stand, und schuf Drucke in starker Anlehnung an dessen Stil, wobei er als „Haruhiro“ (春広) signierte. Nach Harunobus Tod im Jahr 1770 nannte er sich „Koryūsai“ und entwickelte seinen eigenen Stil.
Sein bekanntestes Werk ist eine Serie von Drucken mit dem Titel „Junge Püppchen in ihrer Neujahrskleidung“ (雛形若菜の初模様 Hinagata wakana no hatsumoyō), die die Kurtisanen des Freudenviertels Yoshiwara in Edo wiedergibt. Dabei erwies er sich ein exzellenter Gestalter von Genre-Szenen.
Isoda liebte das langgestreckte Druckformat Hashira-e (柱絵), also das „Pfostenbilder“ genannte Format. In seinen späteren Jahren wandte er sich in seinem Themenbereich der Malerei zu und erhielt den Ehrentitel Hokkyō.

## Bilder

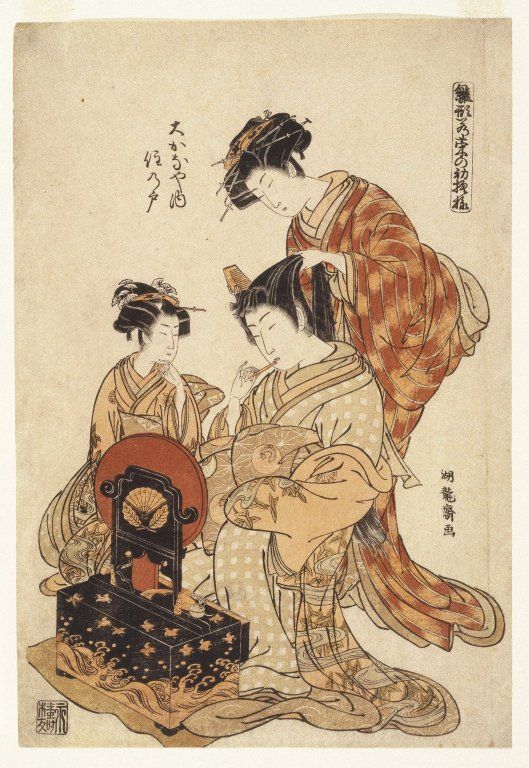
Junge Püppchen, Ōkachi-ya
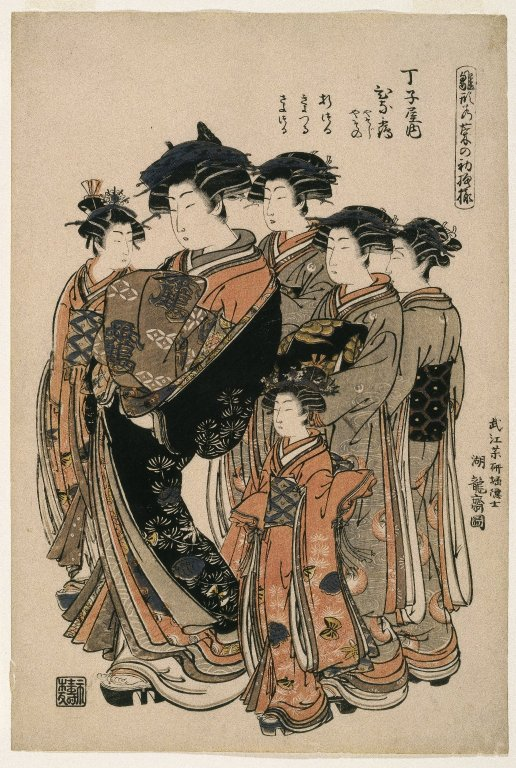
Junge Püppchen, Chōji-ya
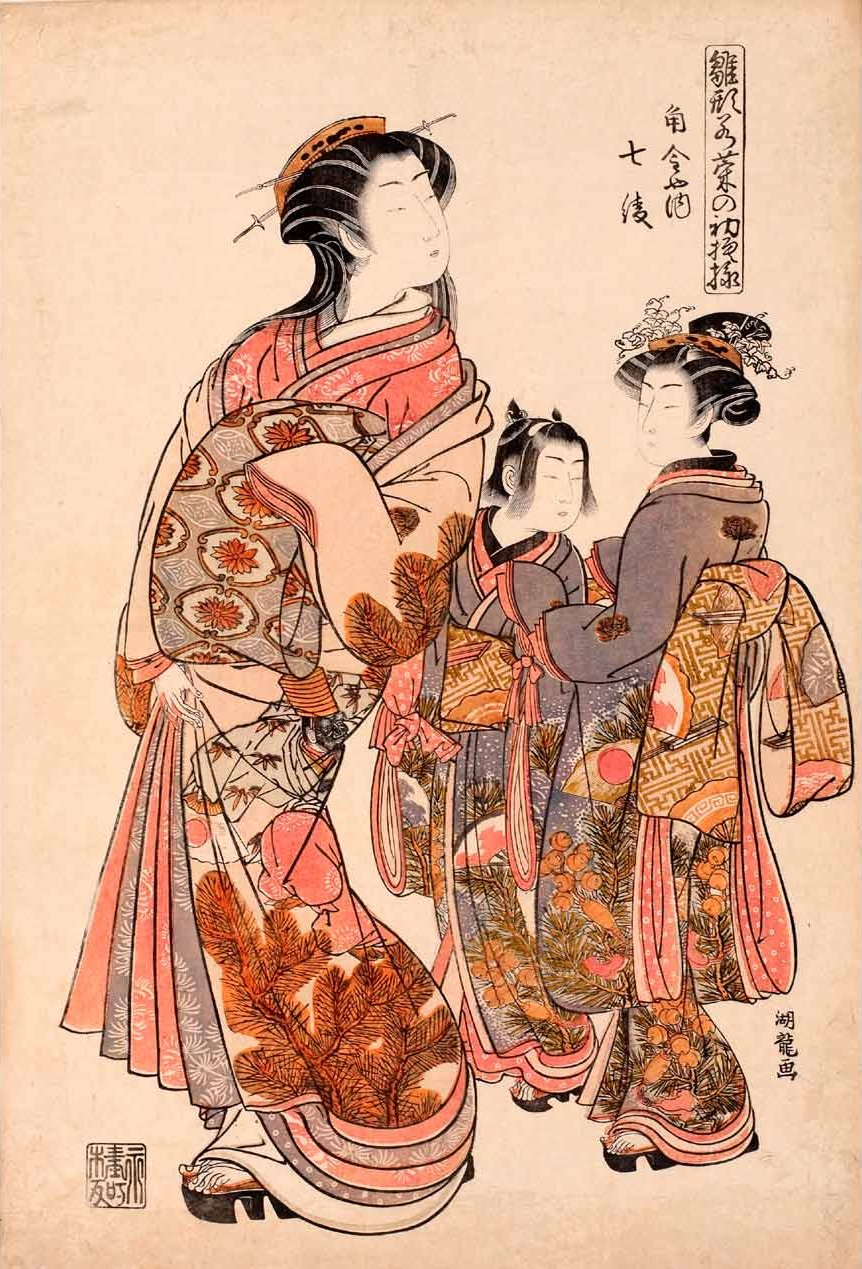
Junge Püppchen, Kadokana-ya
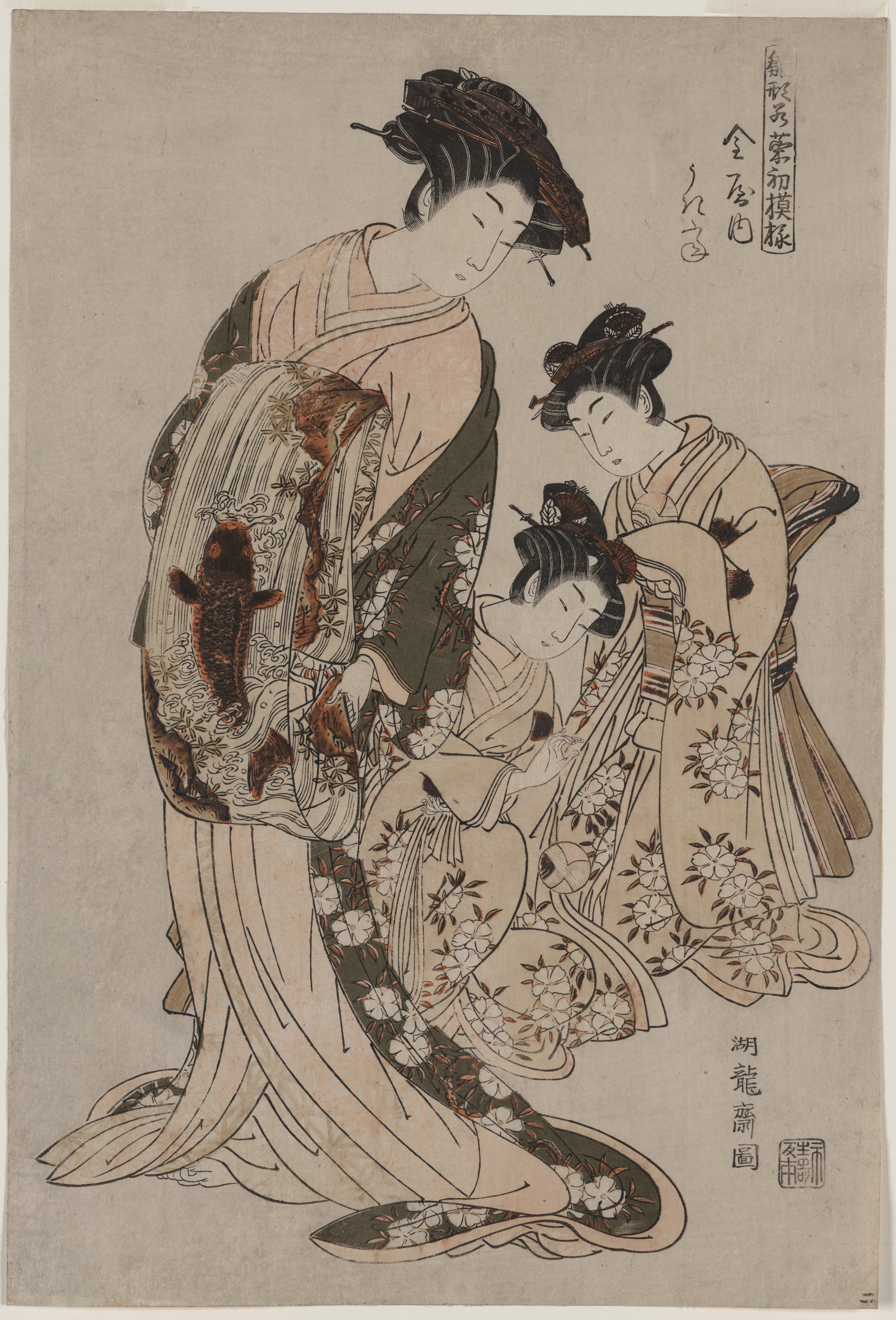
Junge Püppchen
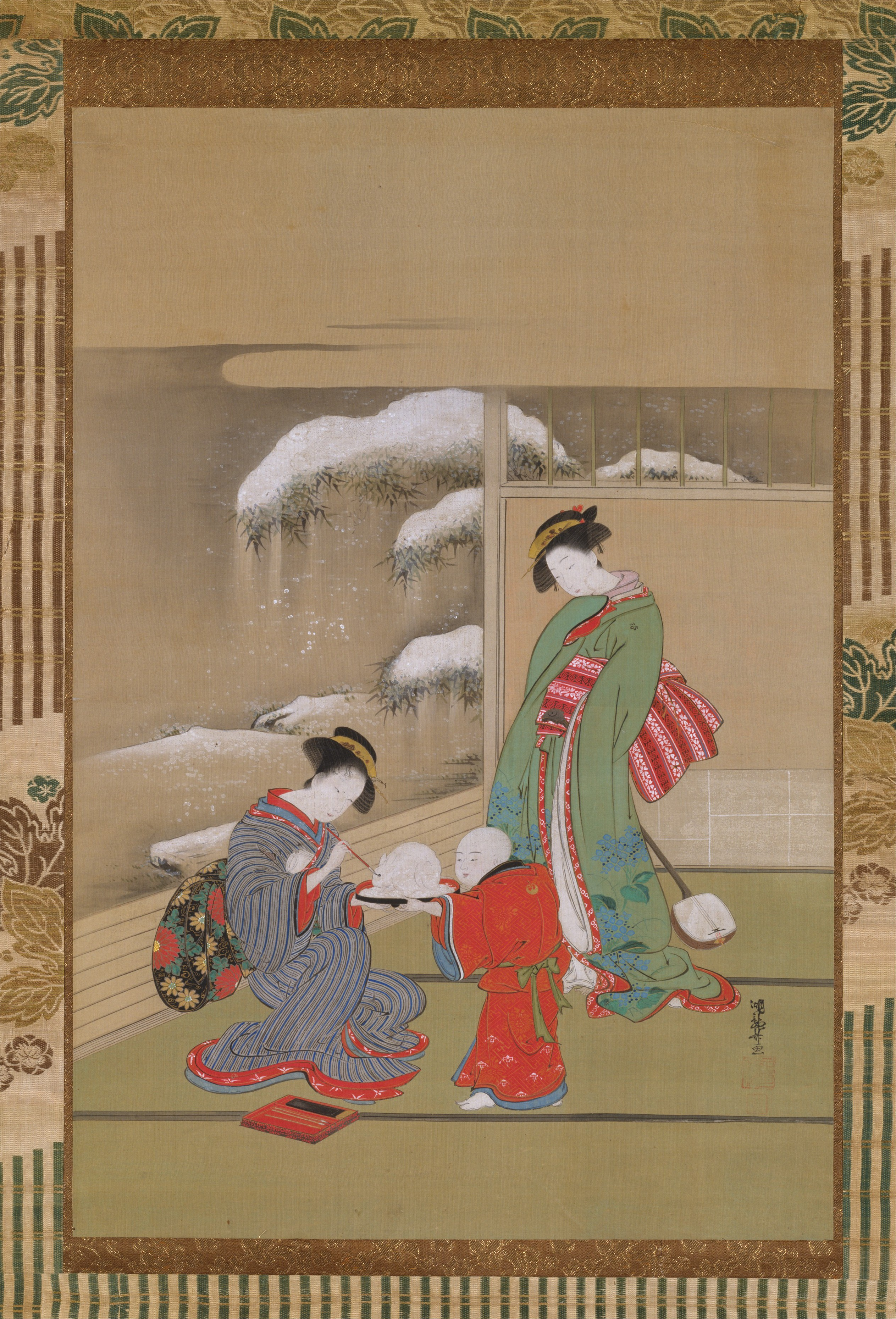
Familie mit Kaninchen
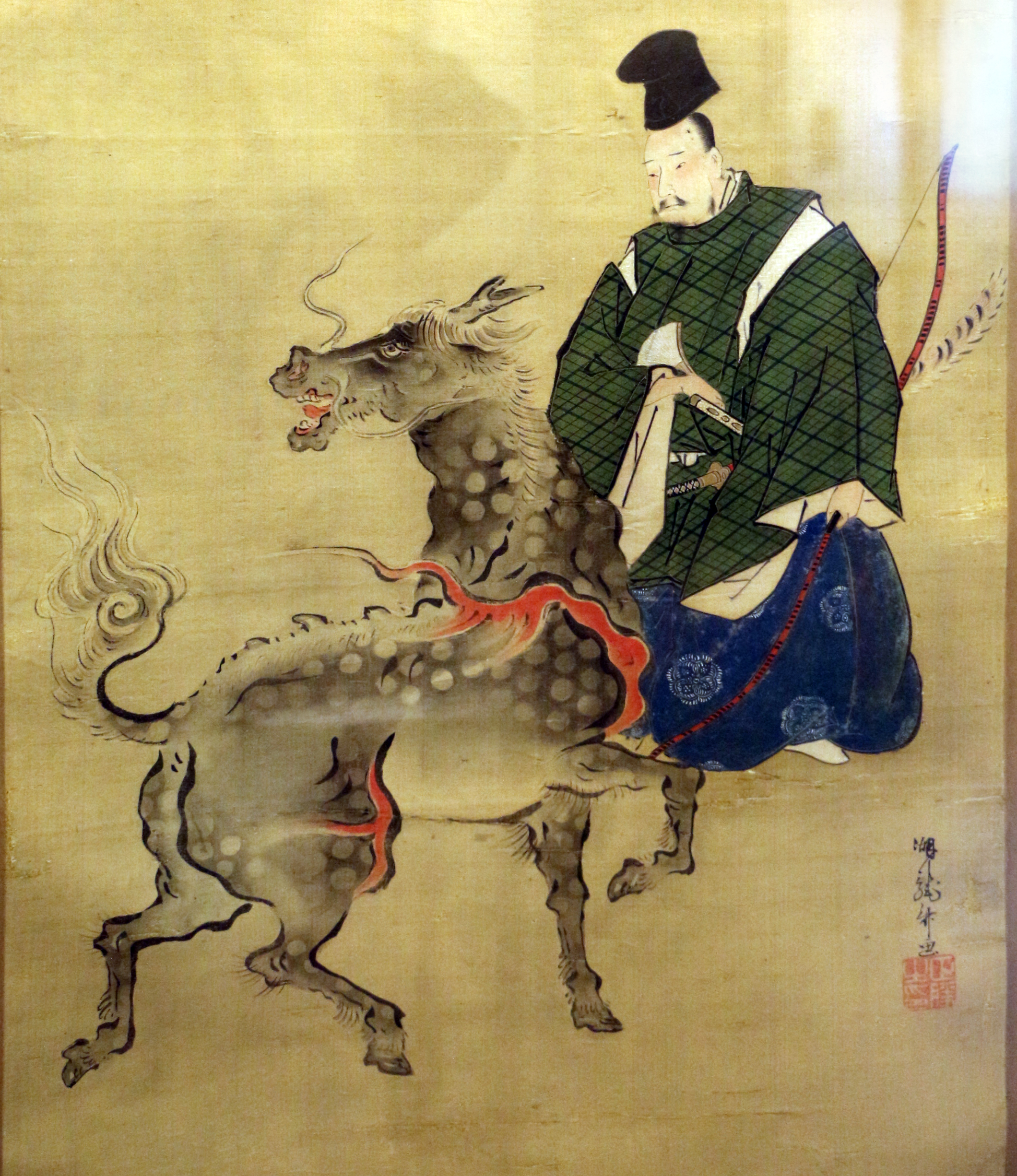
Jäger und Hirsch